# Донат (Щёголев)
Архиепи́скоп Дона́т (в миру Дми́трий Фёдорович Щёголев; 2 (15) июня 1899, Рига — 5 октября 1979, Москва) — епископ Русской православной церкви, архиепископ Калужский и Боровский.

## Биография

### Юность
Родился в семье рабочего. Окончил гимназию в Риге. С 1922 — послушник Московского Новоспасского монастыря.

### Монах
В 1926 был пострижен в монашество, с 1926 — иеродиакон, с 1928 — иеромонах, служил в храмах Москвы.
22 октября 1930 был арестован. 13 января 1931 постановлением Особого совещания ОГПУ приговорён к трём годам лишения свободы, находился в заключении в мордовских лагерях.
В годы Великой Отечественной войны состоял в народном ополчении, был ранен, получил инвалидность.
В 1944—1951 — священник Смоленского храма в селе Кривцы Московской епархии. В 1951—1956 — сакелларий (ключарь) Богоявленского патриаршего собора, в этот период был возведён в сан игумена, затем архимандрита (18 апреля 1954).

### Архиерей
С 14 июня 1956 — епископ Бийский, викарий Новосибирской епархии.
С 14 марта 1957 года — епископ Свердловский и Ирбитский.
С 8 августа 1957 года — епископ Великолукский и Торопецкий.
2 октября 1957 года Великолукская область была упразднена, после чего последовало упразднение епархии, епископ Донат стал викарием Псковской епархии.
С 26 декабря 1957 года — епископ Балтский, викарий Одесской епархии.
С 8 сентября 1958 года — Новосибирский и Барнаульский. При нем епархия сильно пострадала от хрущевской антирелигиозной кампании. Например, если в 1958 году в Алтайском крае было 11 церквей, то в 1962 году их осталось только 3.
Перевод его из Новосибирска связан с трагедией, широко использованной в антирелигиозных целях: 14 апреля 1961 сторож кафедрального собора застрелил подростка, забравшегося на колокольню («Убийцы в рясах» Правда. 1961, 18 мая).
С 5 мая 1961 года — епископ Костромской и Галичский.
5 июля 1961 года уволен на покой по настоянию властей как противник навязанной церкви приходской реформы (18 июля 1961 г. утверждена однодневным Архиерейским собором), предусматривавшей устранение священнослужителей от управления приходскими делами и передачу этих функций церковным старостам и церковному совету, часто тесно связанным с властями. 
С 25 ноября 1965 года — епископ Калужский и Боровский.
9 сентября 1971 года возведён в сан архиепископа.
В 1974 года в своём отчёте заместитель председателя Совета по делам религий В. Г. Фуров отнёс владыку Доната к числу неблагонадёжных архиереев, в деятельности которых «проявлялись и проявляются попытки обойти законы о культах». В то же время он позволил властям закрыть в 1974 году единственный на весь Тарусский район храм — Успенский в селе Истомино.
17 апреля 1975 года уволен на покой.
Проживал в Москве, похоронен на Ваганьковском кладбище (2 уч.).
По воспоминаниям современников, архиепископ Донат

отличался доступностью и простотой. Вопрошавшим его о жизни говорил: «Живи просто». Служил он часто. Богослужения его отличались молитвенностью и спокойствием. Часто говорил проповеди, которые также отличались простотой, краткостью и доступностью. Он неизменно призывал людей любить друг друга и «радоваться о Господе».